# チェスターフィールドコート

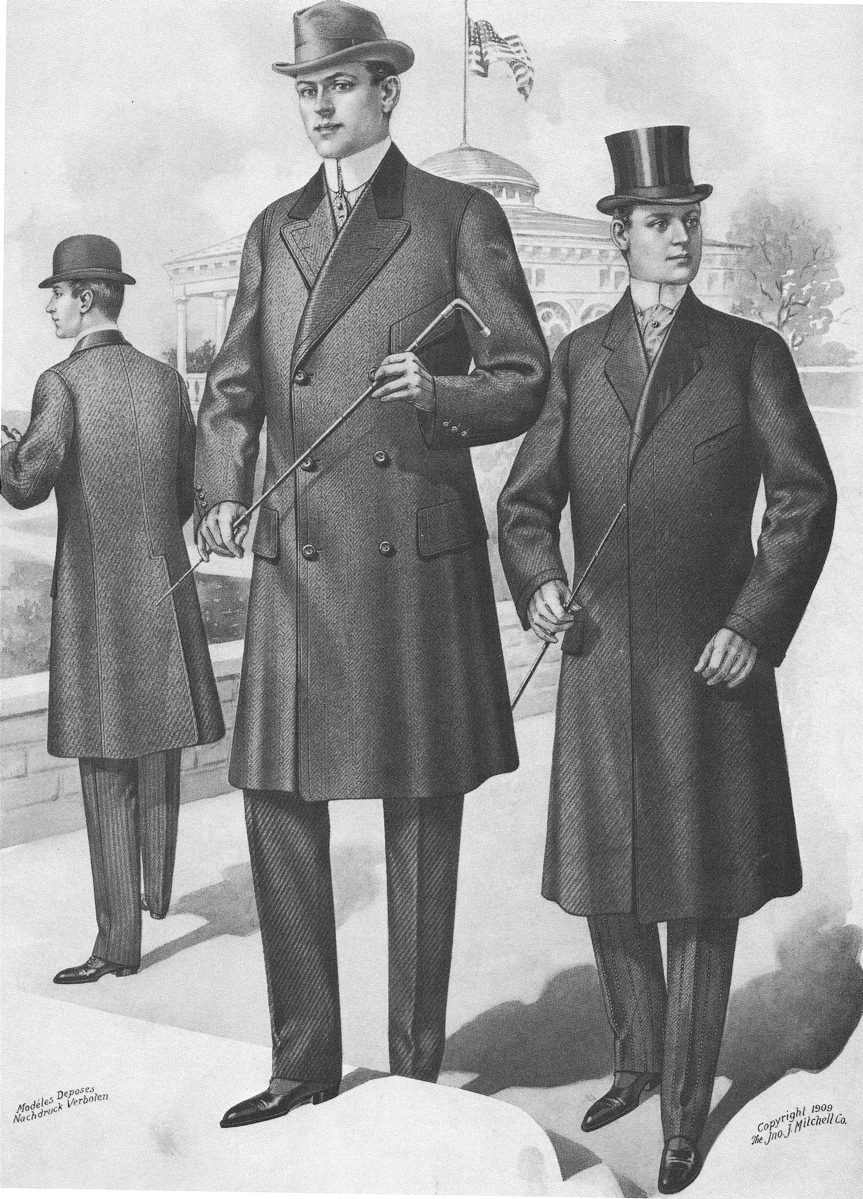
チェスターフィールドコートを着た男性。特に一番右側の男性のようなボタンが見えない仕立てを比翼仕立てという。

チェスターフィールドコート (Chesterfield coat) とは、外套の一種である。丈はやや長めが基本であり、膝程度が一般的である。見た目はフロックコートや背広に近い。19世紀に第6代チェスターフィールド伯爵が流行させた事が名前の由来だとされる。それまでの外套は腰の部分で上下に布が分かれていたが、チェスターフィールドコートは上下がつながった一枚の生地でできており腰部にダーツを入れることによってフィット感を高めていることに一番の特徴があった。現代ではシングルの場合比翼仕立てで上襟はベルベット仕立てラペルは拝絹の物が伝統的な意匠とされているが、一般的にはシングルまたはダブルの打ち抜きで襟も共布になっていることが多い。襟がビロードなのは、フランス革命で処刑されたルイ16世と、その妃マリー・アントワネットを弔う気持ちを表したものだったと言われている。
特にヴィクトリア時代下のイギリスでは、男性の外套として流行し、現在の日本では、フォーマルコートとして着ることはもちろん、ビジネスやカジュアルシーンでも着ることができるので、人気があるコートの一種になっている。
さらに細かく分類すると以下のようになる。ドレス・チェスターフィールドコートはウェストを絞ったもの。サック・チェスターフィールドコートはボックスシルエットが特徴で後のポロコートに発展した。セミ・チェスターフィールドコートはビロードや拝絹を使用せず腰丈や腿丈が多い。ダブルブレステッド・チェスターフィールドコートはダブルのチェスターフィールドコートで比翼仕立てにはしない。
フォーマルなコートであるためウールで作られることが多いが、他の素材で作られることもある。